# Стаминодий
Стамино́дий (лат. staminódium, от stamen, родительный падеж staminis — «нить» и греч. ειδος — «вид») — видоизменённая, недоразвитая, лишённая пыльника тычинка в цветке, утратившая способность производить пыльцу (стерильная). Особенно часто встречаются в женских цветках. Трансформация тычинок в стаминодии — один из путей образования махровых цветков.
Стаминодии бывают в виде нитей, волосков, чешуек, бородавочек, бугорков и т. п. и либо не выполняют никаких функций (то есть редуцируются), либо превращаются в лепестковидные образования (например, у канновых) или в нектарники (например, у некоторых лютиковых).